# Śluza Sosnowo
Śluza Sosnowo – druga śluza na Kanale Augustowskim (licząc od strony Biebrzy). Została zniszczona całkowicie podczas drugiej wojny światowej i odbudowana w 1948 w nowej formie.
Obok śluzy w Sosnowie jest pole namiotowe. Przez Sosnowo biegnie również szlak turystyczny oznaczony odpowiednimi tablicami.
- Położenie: 13,2 kilometr kanału
- Różnica poziomów: 2,77 m
- Długość: 43,5 m
- Szerokość: 6,10 m
- Wrota: metalowe
- Lata budowy: 1835–1836
- Kierownik budowy: inż. Wojciech Korczakowski